# Juno (Zigarettenmarke)

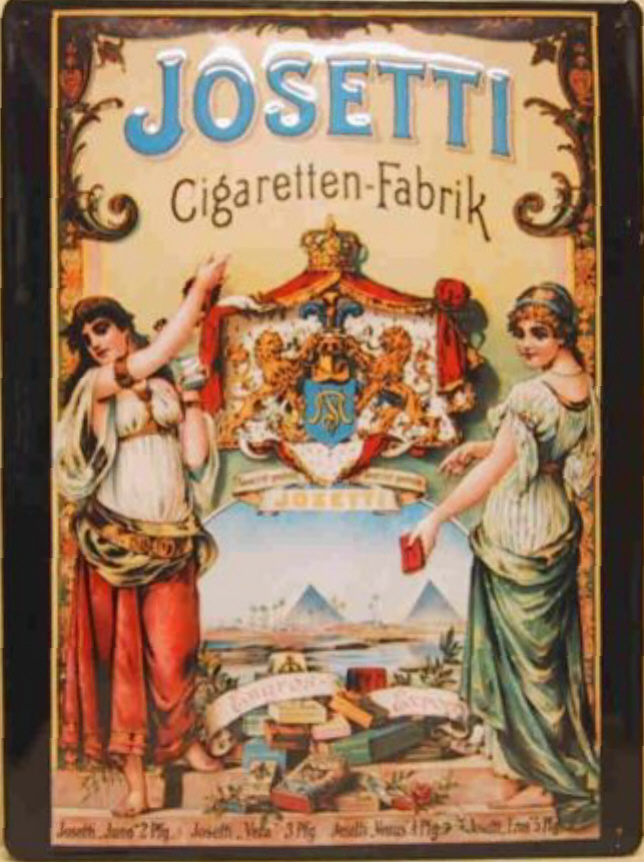
Emailplakat der Zigarettenfabrik Josetti, ca. 1900

Die Zigarettenmarke Juno, als Marke immer JUNO geschrieben, wurde 1896 auf Basis neuer Virginiatabake von der Berliner Zigarettenfabrik Josetti geschaffen.

## Die Einführung der Marke
Zur Unterscheidung von damals üblichen flachen Orientzigaretten mit ovalem Querschnitt wählte man eine dicke und runde Form. Der Slogan der Einführungsphase war „Dick und Rund“, auch zu finden auf den Zigarettenschachteln. Die Wortbildmarke „Josetti-Juno“ wurde am 9. Februar 1898 unter Nr. 34169 angemeldet. und wird noch heute von Reemtsma Cigarettenfabriken GmbH aufrechterhalten.

## Die Zigarettenfabrik Josetti

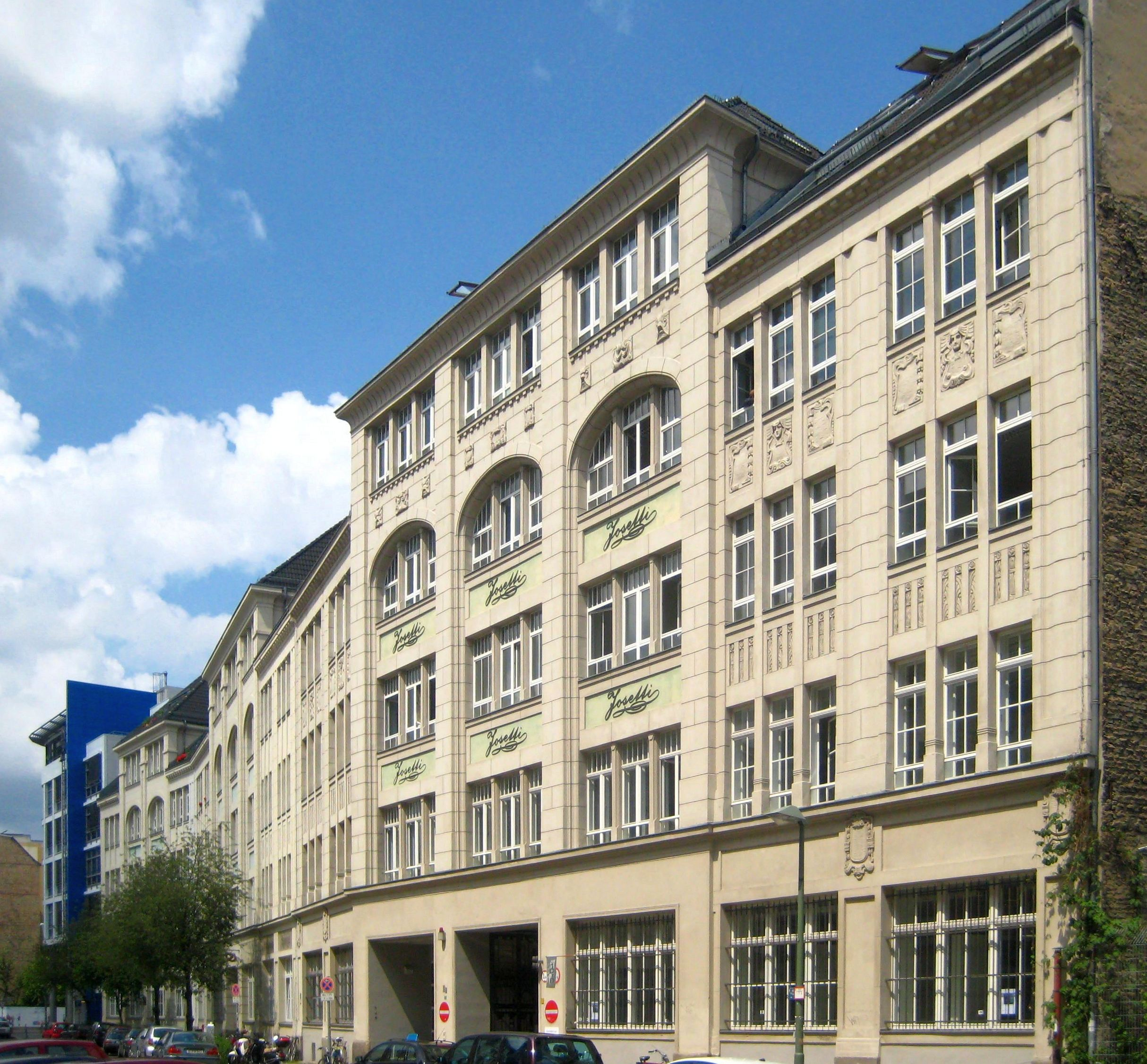
Ehemalige Zigarettenfabrik Josetti, ab 1924 im Gebäude der Manoli AG, Berlin, Rungestraße 22–24

Die Zigarettenfabrik Josetti in Berlin wurde 1888 von Oskar Josetti mit Sitz im Gebäude Hamburger Straße 8 gegründet. 1892 wanderte der Gründer in die USA aus und verkaufte sein Unternehmen für 500 Mark an Ferdinand Meier, der es mit dem Teilhaber Leopold Peters 1895 als Cigarettenfabrik Josetti, Inh. Meier & Peters oHG weiterführte.
Zur Produktion der neuen Zigarette „JUNO“ mussten in Berlin neue Betriebsflächen in den Gebäuden Rosenthaler Straße 40 und Neue Friedrichstraße 9–10 sowie in Hamburg im Gebäude Zeughausmarkt 35–37 angemietet werden (1896–1902). In dieser Zeit gehörte die Berliner Zigarettenfabrik Manoli mit 200 Arbeitern zu den größten der Branche im Deutschen Reich.
- 1905 übernahm die Jasmatzi AG aus Dresden (seit 1902 unter der Führung der American Tobacco Comp.) die Josetti GmbH. Neben der Hauptmarke JUNO als runde Zigarette mit und ohne Filter wurden die Marken VERA und ELJEN hergestellt.
- 1908 expandierte der Wettbewerber Manoli durch Umzug in seinen neuen Gebäudekomplex Rungestraße 22–24.[2] in Berlin-Mitte 52° 30′ 45″ N, 13° 25′ 7″ O, Umwandlung 1921 in eine AG.[3]
- 1910 wurde für die Josetti GmbH in nächster Nähe ein kleines Werk auf dem Grundstück Wusterhauser Straße 15–16 eingerichtet.[4] (Berlin Postbezirk SO 16) 52° 30′ 39″ N, 13° 25′ 13″ O

Während des Ersten Weltkriegs wurde eine durch die Deutsche Bank AG finanzierte Anti-Trust-Kampagne gegen ausländische Beteiligungen betrieben. 1915 konnten von der Deutsche Bank AG ausländische Aktienanteile an der Jasmatzi AG zurückgekauft werden.

## Übernahme durch Reemtsma
Nach dem Ende der Hochinflation bildete sich eine von den Hamburger Reemtsma Cigarettenfabriken dominierte Interessengemeinschaft (IG) verschiedener Zigarettenhersteller wie Jasmatzi AG (Berlin), Yenidze GmbH (Dresden) und Constantin KG (Hannover, Dresden). 1928 begann die Reemtsma AG ihren Konzentrationsprozess, in dessen Verlauf sie alle Wettbewerber bis 1935 zu einem einzigen Konzern mit 14.000 Mitarbeitern fusionierte.
- 1924 übernahm Reemtsma die Aktienmehrheit an der Manoli AG (1000 Mitarbeiter) und verlagerte die Produktion der Josetti GmbH in das Manoli-Gebäude Rungestraße 22–24 in Berlin-Mitte.
- Am 18. Februar 1928 meldete Reemtsma eigene Markenrechte an der erfolgreichen Josetti-Zigarette JUNO an.[5] Zu diesem Zeitpunkt war Reemtsma nur über Aktienanteile an der Jasmatzi AG und deren JUNO-Produktion beteiligt.
- 1930 wurde die Produktion der Manoli AG eingestellt, deren Markenrechte wurden nur noch pro forma weiter aufrechterhalten. 1935 liquidierte Reemtsma die Manoli AG.
- Am 26. April 1934 wurde der bekannte Werbeslogan „Aus gutem Grund ist Juno rund“ von der Berliner Zigarettenfabrik GmbH (Sitz Hadlichstraße 44) als Wortmarke angemeldet.[6] Die am selben Standort ansässige Zigarettenfabrik Garbáty GmbH war zuvor aus politischen Gründen zu 50 % an den Reemtsma-Konzern übertragen worden.
- 1935 gelangte die Reemtsma AG an alle Aktien des Konkurrenten Jasmatzi AG, die danach in eine KG umgewandelt wurde. Die Jasmatzi AG hatte bis dahin die Funktion erfüllt, kleinere Wettbewerber zu übernehmen. Auch die Garbáty GmbH wurde in eine KG umgewandelt und 1938 zwangsverkauft.

Während des Zweiten Weltkriegs wurde die JUNO-Zigarette Ende 1943 abrupt vom Markt genommen, offenbar waren die Berliner Produktionsstätten durch Luftangriffe zerstört worden.

## Nachkriegszeit
Durch die Teilung Berlins kam die DDR in den Besitz der ehemaligen Josetti-Betriebsunterlagen (VEB Josetti) und gliederte die „Ost-JUNO“-Produktion (flach und oval) in den VEB Tabak Nordhausen ein. Reemtsma Hamburg produzierte ab 5. März 1951 in Berlin wieder eine „West-JUNO“ (dick und rund). Später folgte in der DDR die „Format 100 Juno Filter“, sie sollte durch ihre Überlänge die Überlegenheit des sozialistischen Systems im täglichen Leben verdeutlichen.
In den 1970er Jahren wurde die West-Juno zuerst auf die Filterversion beschränkt und dann wegen schlechter Umsätze vom Markt genommen, erst 1983 erfolgte eine erneute Platzierung im westdeutschen Markt. Reemtsma vertrieb seither die JUNO 100 („Traditional Blend Tabak“) sowie eine JUNO („German Blend Tabak“, „lang und rund“).
Im Mai 2016 teilte der Reemtsma-Konzern mit, dass man die Produktion der Marke Juno eingestellt habe.

## Werbung
In der Zeit vor dem Ersten Weltkrieg waren als Reklame kleine Klebemarken für Produkte des täglichen Lebens üblich, die auch den Preis von zwei Pfennig für eine JUNO verraten. Der Slogan dieser Zeit war „Dick und Rund“. Nach der Übernahme durch Reemtsma wurde die JUNO-Zigarettenwerbung nicht mehr alleine auf Berlin, sondern auch auf das Deutsche Reich und vorrangig auf Hamburg ausgerichtet. Der Werbeslogan wurde in „Aus gutem Grund ist Juno rund“ geändert. Die JUNO-Zigarette kostete in dieser Zeit vier Pfennig (bzw. zwei Groschen in der Sechser-Packung).
In der Nachkriegszeit wurde der dazu passende Werbeschlager von Just Scheu getextet und komponiert, Bully Buhlan nahm ihn 1951 mit dem Orchester Erich Börschel für eine Schellack-Werbeschallplatte auf.

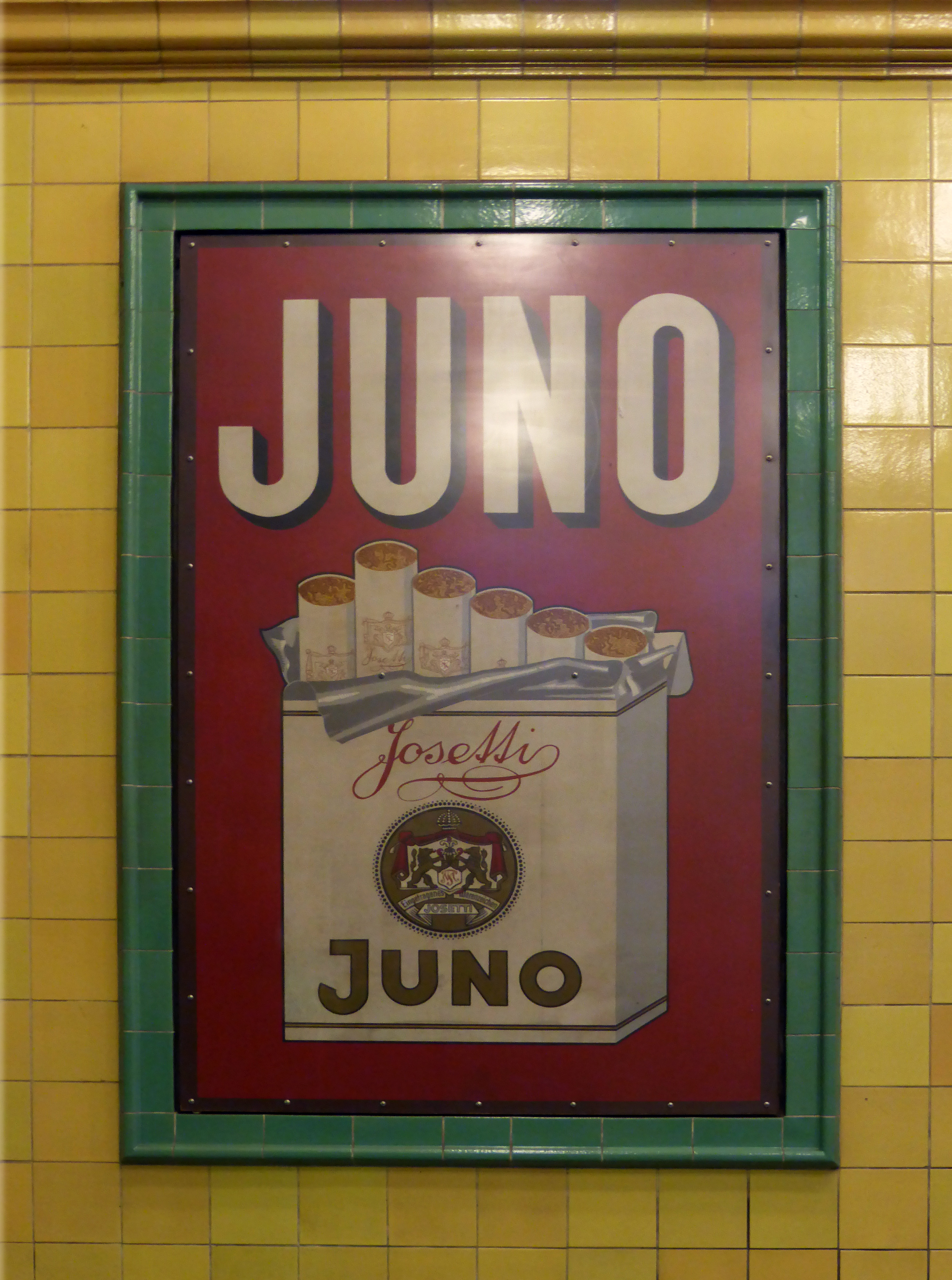
Historische JUNO Werbung im U-Bahnhof Wittenbergplatz in Berlin
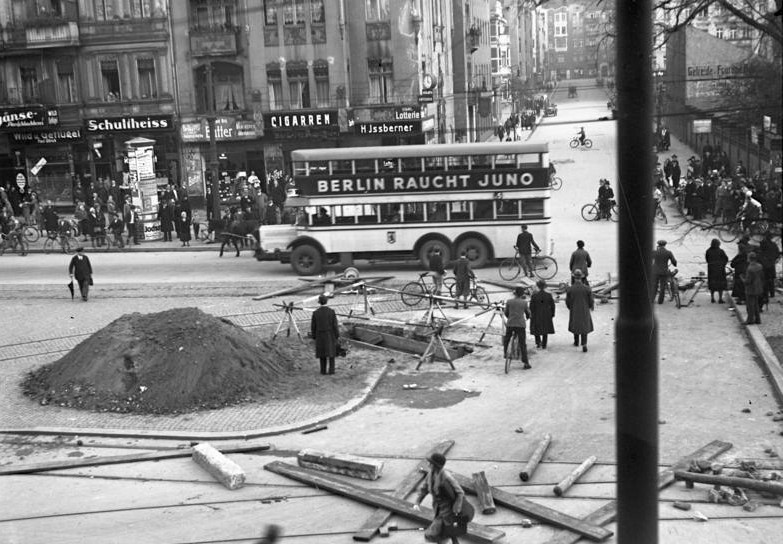
JUNO-Werbung auf einem Bus der Berliner Verkehrsbetriebe während des BVG-Streiks 1932